# シカゴプードルちょい聴きCD
『シカゴプードルちょい聴きCD』（シカゴプードルちょいききシーディー）は、Chicago PoodleのTSUTAYA限定ミニアルバム。

## 内容
ビーイング初のTSUTAYA限定レンタル・アルバムで、9月26日から11月3日までの期間限定で発売する。既存のシングル2曲の短縮バージョンと3枚目のアルバム『僕旅』にも収録される新曲「バイバイ。」を収録。ただし、作詞・作曲クレジットは公表されていない。

## 収録曲
1. ODYSSEY (1cho ver.)
作詞：辻本健司　作曲：花沢耕太　編曲：岩倉さとし・Chicago Poodle
2. ナツメロ (1cho ver.)
作詞：山口教仁　作曲：花沢耕太　編曲：岩倉さとし・Chicago Poodle
3. 流星II
作詞：辻本健司　作曲：花沢耕太　編曲：Cho-ru・Chicago Poodle
4. 京の小雪路
作詞：山口教仁　作曲：花沢耕太　編曲：Chicago Poodle
5. バイバイ。
作詞：辻本健司　作曲：花沢耕太　編曲：Cho-ru・Chicago Poodle

## レコーディング参加
- 大賀好修 - ギター(#1, 2, 5)